# Петродолинське
Петродоли́нське (в минулому — Петерсталь) — село Великодальницької сільської громади в Одеському районі Одеської області в Україні. Населення становить 3850 осіб.

## Географія
Село Петродолинське розташоване на лівому березі р. Барабой, на відстані від райцентру — 30 км.

## Історія
Земельна ділянка на лівому березі р. Барабой, на якій розташовані Петродолинське і сусіднє село Йосипівка, була виділена в 1792 році під дачу генерал-майору І. Е. Кісленському. Але 05.03.1804 р. землі у генерал-майора відібрали, передавши їх під заселення німецькими колоністами і заснування колоній Петерсталь і Йозефсталь.
Станом на 1886 у німецькій колонії Петерсталь Грос-Лібентальської волості Одеського повіту Херсонської губернії мешкало 1450 осіб, налічувалось 126 дворових господарств, існували лютеранська церква, школа та лавка.
Під час Голодомору 1932—1933 років померло щонайменше 10 жителів села.

## Політика

### Парламентські вибори, 2019
На позачергових парламентських виборах 2019 року у селі функціонували окремі виборчі дільниці № 510701 і 510702, розташовані у приміщенні шкіл.
Результати
- зареєстровано 2462 виборці, явка 39,93%, найбільше голосів віддано за «Слугу народу» — 63,79%, за «Опозиційну платформу — За життя» — 24,30%, за «Опозиційний блок» — 3,28%.[3] В одномандатному окрузі найбільше голосів отримав Сергій Колебошин (Слуга народу) — 52,27%, за Василя Гуляєва (самовисування) — 22,81%, за Сергія Боба (Опозиційна платформа — За життя) — 9,19%[4].

## Населення
Згідно з переписом УРСР 1989 року чисельність наявного населення села становила 2794 особи, з яких 1304 чоловіки та 1490 жінок.
За переписом населення України 2001 року в селі мешкали 3123 особи.

### Мова
Розподіл населення за рідною мовою за даними перепису 2001 року:
| Мова       | Відсоток |
| ---------- | -------- |
| українська | 70,97 %  |
| російська  | 24,21 %  |
| молдовська | 1,76 %   |
| білоруська | 1,09 %   |
| болгарська | 0,48 %   |
| вірменська | 0,48 %   |
| німецька   | 0,29 %   |
| угорська   | 0,19 %   |
| гагаузька  | 0,16 %   |
| єврейська  | 0,03 %   |
| польська   | 0,03 %   |
| румунська  | 0,03 %   |
| інші       | 0,28 %   |

## Культура

### Символіка
Герб с. Петродолинське затверджений Рішенням сільської ради від 12 грудня 2008 року № 758-V.
"Герб: Щит синій, переділений навскіс срібною хвилястою перев'яззю. У правому верхньому полі перехрещені золоті та срібні ключі Святого Петра, пов'язані пурпуровою стрічкою. В протилежному нижньому кутку — золотий соняшник.
Срібна перев'язь символізує річку Барабой. Ключі Святого Петра — називний (номінальний) елемент герба. Соняшник — живе відображення нашого українського степового краю.

## Відомі люди
- Альберт Хеттерле[de] — німецький актор, режисер і керівник театру.